# うしかい座ラムダ型星
うしかい座λ型星（うしかいざラムダがたせい、英: Lambda Boötis star）は、うしかい座λ星をプロトタイプとする化学特異星の分類の一つ。1943年にモーガン、キーナン、ケルマンらがいわゆる「ヤーキスのスペクトル分類」を公表した際に、うしかい座λ星を特殊なA型星として記載したことで知られるようになった。炭素、窒素、酸素、硫黄はほぼ太陽と同じくらいの存在量でありながら、鉄族元素は2桁も不足するという種族Iの恒星のグループである。A0型からF0型に相当するスペクトルを持ちながら、金属線が弱く現れるという特徴があり、特にMg II 4481Å線が弱い。
このような特徴が示される原因として、星周円盤からの金属に乏しいガスの降着によるとする説と、ホット・ジュピターから剥ぎ取られた物質の降着によるとする説が出されている。